# 남조선민족해방전선준비위원회
남조선민족해방전선준비위원회(南朝鮮民族解放戰線準備委員會)는 1976년 10월 결성된 대한민국의 지하 조직 성격의 예비 테러 단체로 무장혁명을 목표로 한다. 대한민국 제4공화국 당시 국가보안법에 따른 반국가단체로 분류되었다. 1977년 1월, 남민전은 전술조직으로 '한국민주투쟁위원회'(민투)를 결성하여 유신체제를 비판하는 유인물 및 기관지('민중의 소리')를 8차례에 걸쳐 배포하는 등 反 유신투쟁을 전개했다. 이어서 ‘민청학련’ 등 학생운동가들을 중심으로 청년학생위원회를 조직하여, '민주구국학생연맹', '민주구국교원연맹', '민주구국농민연맹'을 결성하였다.
또 다른 조직, '민주구국노동연맹'의 결성을 시도하던 중 경찰청 경찰관 이근안 등의 표적 수사로 이재문, 이문희, 안재구, 차성환, 이수일, 김남주 등을 비롯하여 84명의 조직원이 1979년 10월 서울에서 적발, 구속된 후 강제 해산되었다.

## 같이 보기
- 인혁당 사건
- 남민전 사건
- 홍세화
- 이근안
- 조선공산당
- 남조선로동당